# Storena juvenca
Storena juvenca är en spindelart som beskrevs av Thomas Workman 1896. Storena juvenca ingår i släktet Storena och familjen Zodariidae.
Artens utbredningsområde är Singapore. Inga underarter finns listade i Catalogue of Life.